# Ajim
Ajim (em árabe: ميدون; romaniz.: Aǧīm) é a terceira maior localidade da ilha de Djerba, no sudeste da Tunísia. É igualmente a capital da delegação (espécie de distrito ou grande município) homónima, a qual faz parte, como toda a ilha, da província (gouvernorat) de Médenine. Em 2004 a delegação tinha 24 166 habitantes, dos quais 13 950 viviam na cidade (praticamente o mesmo número que Midoun).

## Geografia

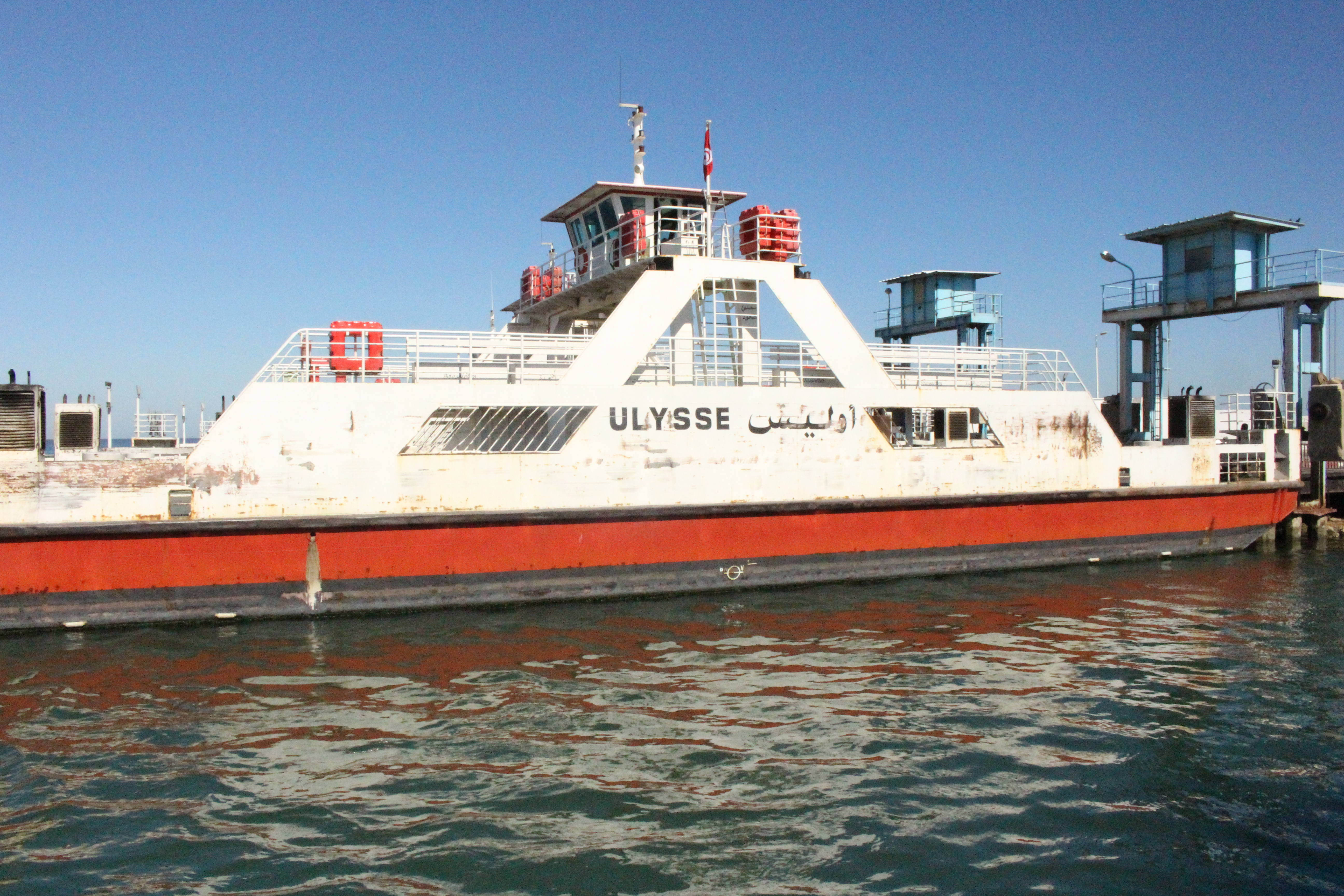
Balsa Ulysse

A pequena cidade situa-se no extremo sudeste da ilha, sobre uma formação rochosa, no ponto mais próximo do continente, ao qual se encontra ligada por um serviço de ferryboats. O canal de Ajim tem separa Djerba do continente e o golfo de Boughrara do golfo de Gabès, tem cerca de 2,5 km de largura e 2,5 km de comprimento. Esse braço de mar é percorrido por correntes marítimas  muito fortes, quando não violentas, e nele se encontra a fossa de Ajim, com 54 metros de profundidade. Nas extremidade do canal encontram-se duas pequenas ilhas desabitadas: Guettaia El K'bira e Guettaia Gueblia (ou Guettaia Es'ghira), uma em cada lado.

## Demografia
Tradicionalmente, a grande maioria dos habitantes de Ajim eram berberes muçulmanos de rito carijita ibadita. No entanto, a imigração de famílias vindas do continente alterou essa predominância. Uma das mesquitas ibaditas subterrâneas características da ilha, testemunhas dos tempos violentos de ataques frequentes e/ou perseguições religiosas aquele rito não ortodoxo, encontra-se na área do município de Ajim, perto de Mazrane.

## Economia
Ajim é o principal porto de pesca de Djerba. A existência de muitas cavidades rochosas submarinas contribui para a riqueza piscícola do mar de Ajim. Entre as espécies mais capturadas e apreciadas podem citar-se o pargo, garoupa, polvo e choco. A pesca de esponjas era muito importante no passado, sobretudo na fossa de Ajim. Em 1963, havia em Ajim 528 pescadores que forneciam 15 toneladas de esponjas por ano.
Até aos anos 1970, Ajim foi também um porto de mercadorias importante. Por exemplo, em 1961, saíram desse porto 1 170 toneladas de cerâmica de Guellala. Essa atividade foi entretanto substituída pelo transporte rodoviário.
Tradicionalmente, os habitantes de Ajim eram pescadores sobretudo no verão, artesãos no inverno (tecelões de lã e fabricantes de nassas de pesca), e agricultores na primavera e verão. A zona é rica em oliveiras e tamareiras. A cidade está rodeado dum imenso palmeiral.

## Ajim no cinema
Algumas ruas da cidade foram usadas em abril de 1976 como cenários no primeiro filme da saga Star Wars (Guerra das Estrelas). As filmagens das ruas de Mos Eisley, no planeta Tatooine, foram ali feitas, bem como as da casa de Obi-Wan Kenobi, situada a 3 km da cidade. O marabuto de Sidi Jemour, situado a 14  de Ajim, serviu de cenário para a cantina de Mos Eisley e Anchorhead, o antigo centro mineiro daquele planeta.